# Bongo (antilope)
De bongo (Tragelaphus eurycerus) is een Afrikaanse antilope uit de familie der holhoornigen (Bovidae). Het is de enige soort uit het ondergeslacht Boocerus, wat soms als een apart geslacht wordt beschouwd.

## Beschrijving
De bongo heeft een dieprode vachtkleur. Over beide zijden lopen tien tot zestien witte strepen en op de wangen heeft hij witte vlekken. De buik is zwartgekleurd. Bij het mannetje loopt er een kleine maan over de rug en zijn de poten bont gekleurd met een tekening van zwarte en witte vlekken. Beide geslachten hebben spiraalvormige hoorns. Oudere dieren zijn zwaarder en donkerder dan jongere dieren. De bongo heeft opvallend grote oren.
De bongo wordt 170 tot 250 centimeter lang en 110 tot 130 centimeter hoog. De staart is 24 tot 65 centimeter lang. Mannetjes zijn zwaarder dan vrouwtjes. Een mannetje wordt 240 tot 405 kilogram zwaar, een vrouwtje 210 tot 253 kilogram zwaar.

## Verspreiding en leefgebied
De bongo is een echte bosbewoner. Hij komt enkel voor in de bosmozaïeken van de Afrikaanse regenwoudgordel. Hij komt onregelmatig voor in de laaglanden van West-Afrika en het Kongogebied en de hooglanden van Kenia, waaronder Mount Kenya. In de bergen leven ze tot op 4000 meter in het droge seizoen en tot 3000 meter in het regenseizoen.
Bongo's leven vooral van groene planten, die groeien op open plekken in het bos. Bongo's zijn dan ook afhankelijk van een constante verstoring van het regenwoud, waardoor bomen omvallen en open plekken ontstaan. Dit kan door de mens worden veroorzaakt (bijvoorbeeld boskap), maar ook overbegrazing door olifanten en natuurrampen als bosbranden en landverschuivingen zijn een belangrijke oorzaak voor het ontstaan van open plekken.

## Gedrag
De bongo rust meestal overdag in dichte begroeiing. 's Nachts wordt hij actief. Ze begeven zich nooit ver van de begroeiing, waar ze bij gevaar in vluchten. De bongo eet bladeren van struiken en jonge bomen, kruiden, vers gras, bamboe en springzaad. Klimplanten worden uit bomen getrokken.
De mannelijke bongo leeft alleen in een groot woongebied, dat veelal overlapt met dat van andere bongo's. De dieren zijn niet territoriaal. Vrouwtjes met zogende kalveren leven in groepen. Mannetjes vormen geen harems.

## Voortplanting
Er is in Kenia een geboortepiek tussen juli en september, maar de bongo plant zich het gehele jaar door voort. Na een draagtijd van 284 dagen wordt een kalf geboren. Dit kalf blijft verstopt tussen de dichte begroeiing tot het zich samen met zijn moeder aansluit bij een groep met andere moeders met kalveren. In Kenia hebben alle moeders met zogende kalveren zich drie maanden na de geboortepiek aangesloten bij een kudde.
De bongo is na twee jaar geslachtsrijp. Mannetjes zullen zich waarschijnlijk pas na een jaar of vier voor het eerst voortplanten. De bongo wordt ongeveer 20 jaar oud.

## Ondersoorten
Er zijn twee ondersoorten. De laaglandbongo (Tragelaphus eurycerus eurycerus) leeft in de laaglandregenwouden van West- en Centraal-Afrika. Hij is kleiner en lichter dan de andere ondersoort, de bergbongo (Tragelaphus eurycerus isaaci) uit de Keniaanse hooglanden.

## Bedreiging
De bongo heeft veel natuurlijke vijanden en zal zich dan ook nooit ver van dichte begroeiing begeven. Natuurlijke vijanden zijn onder andere luipaarden, gevlekte hyena's, leeuwen en de mens. Kalveren vallen ook soms ten prooi aan pythons.
De bongo wordt over het algemeen niet bedreigd en is zelfs algemeen in Centraal-Afrika, maar enkele populaties in West-Afrika en Kenia dreigen uit te sterven door overbejaging en overmatige boskap.